# Ornithocythere waltonae
Ornithocythere waltonae är en kräftdjursart som beskrevs av Hobbs 1967. Ornithocythere waltonae ingår i släktet Ornithocythere och familjen Entocytheridae. Inga underarter finns listade i Catalogue of Life.